# Appassionata (2008)
Appassionata ist ein deutschsprachiger Real-Kurzfilm aus dem Jahr 2008.

## Handlung
Im Kessel von Stalingrad im Januar 1943 halten zwei Soldaten, Anton (am rechten Arm verletzt) und Hans, mit einem MG Wache in einer Hausruine. Anton erfährt von Hans, dass es keinen Proviant mehr gibt, und die erwartete Briefpostlieferung beim Anflug auf Pitomnik abgeschossen wurde. Daraufhin entschließt er sich, einen lange gehegten Plan durchzuführen, bevor das Leben zu Ende ist und „es“ zu Kleinholz geschossen wurde. Er verlässt die Ruine und schlägt sich zu einem Platz durch, auf dem ein Klavier auf der Straße im Schnee steht. Mit einem mitgebrachten Klavierstimmer bereitet er das Klavier vor, der verletzte Arm bereitet ihm Schwierigkeiten. Er beginnt, den zweiten Satz der Appassionata zu spielen und wird dabei von einem russischen Soldaten unterbrochen, der ihn bedroht und ihn durchsucht. Überraschend für Anton stellt sich heraus, dass der Soldat, an seiner linken Hand verletzt, selbst Klavier spielen kann und Anton zu einem Duett einlädt. Die beiden spielen den Anfang des dritten Satzes und die Coda, bevor sie durch Schüsse von der russischen Seite unterbrochen werden. Hinter dem Klavier versteckt, verabschieden sich die beiden Soldaten wortlos voneinander und laufen in verschiedene Richtungen. Zurück in der Ruine stellt Anton fest, dass sein Kamerad Hans von einem Einzelkämpfer mit dem Messer umgebracht wurde, der wahrscheinlich der Pianist gewesen war.

## Auszeichnungen
Der Film wurde auf 30 Festivals weltweit aufgeführt (u. a. Schanghai, Palm Springs, Hof, Kolkata) und gewann vier Filmpreise.